# Wurmberg
Wurmberg – miejscowość i gmina w Niemczech, w kraju związkowym Badenia-Wirtembergia, w rejencji Karlsruhe, w regionie Nordschwarzwald, w powiecie Enz, wchodzi w skład związku gmin Heckengäu. Leży w Heckengäu, ok. 10 km na wschód od Pforzheim, przy autostradzie A8.